# Takashi Shogimen

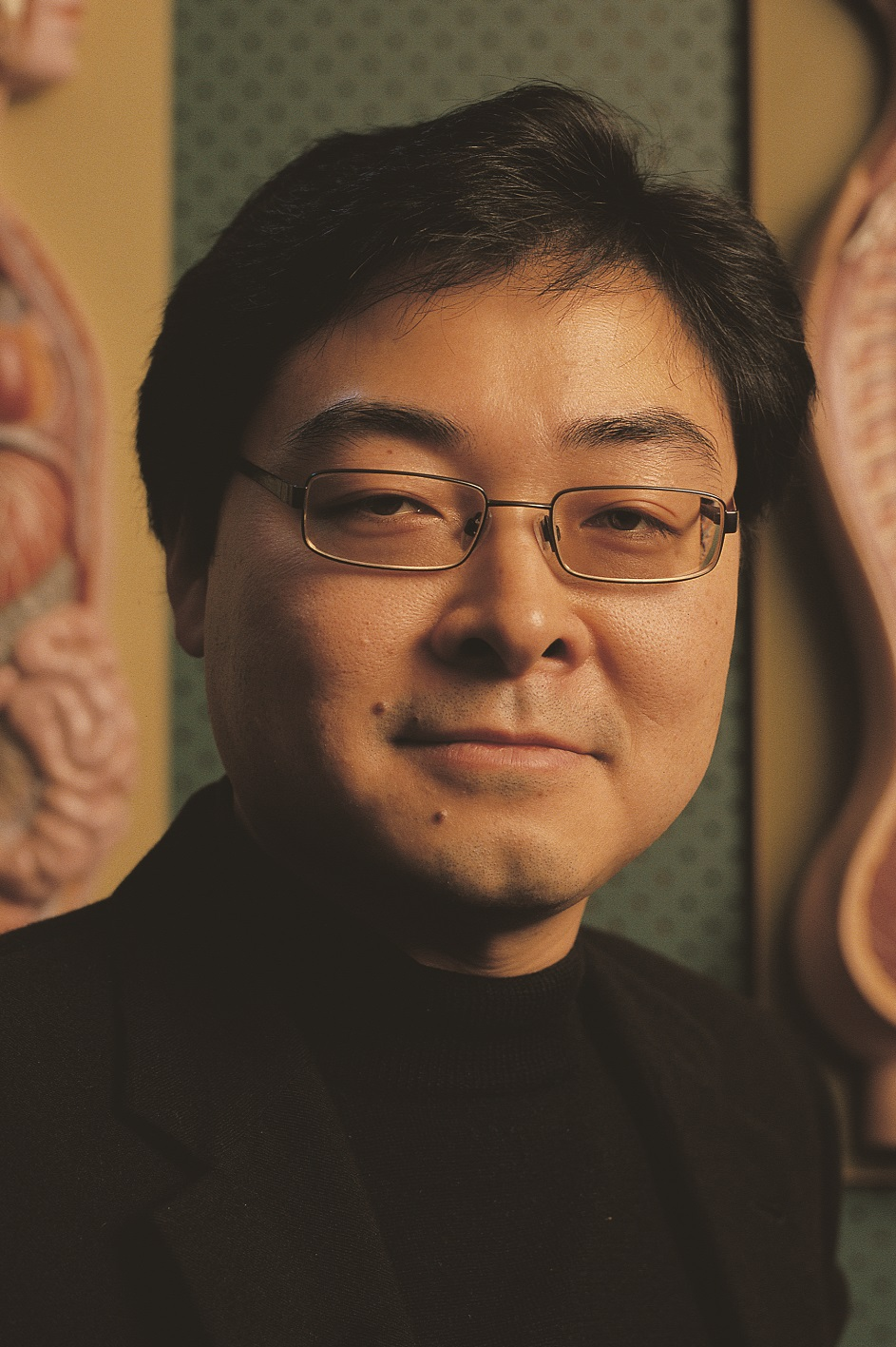
Takashi Shogimen

Takashi Shogimen (* 1967 in Yokohama) ist ein japanischer Historiker.

## Leben
Er erwarb das Doktorat in Geschichte an der University of Sheffield 1998. Er lehrt seit 2015 als Professor für Geschichte an der University of Otago.
Seine Forschungsfelder sind Geschichte des europäischen politischen Denkens, 1150–1600; Vergleichende Geschichte des politischen Denkens, Westeuropas und Ostasiens; Japanisches politisches Denken im 19. und 20. Jahrhundert.
2020 wurde er zum Auswärtigen Mitglied der Academia Europaea gewählt.

## Schriften (Auswahl)
- Ockham and political discourse in the late Middle Ages. Cambridge 2007, ISBN 0-521-84581-5.
- als Herausgeber mit Vicki A. Spencer: Visions of peace. Asia and the west. Farnham 2014, ISBN 978-1-4094-2870-1.
- 愛国の構造. 2019, ISBN 978-4-00-061354-5.